# Condado de Divide
O Condado de Divide é um dos 53 condados do Estado americano da Dakota do Norte. A sede do condado é Crosby, e sua maior cidade é Crosby. O condado possui uma área de 3 352 km² (dos quais 90 km² estão cobertos por água), uma população de 2 283 habitantes, e uma densidade populacional de 0,6 hab/km² (segundo o censo nacional de 2000).